# Језеро II (Раковица)
Језеро II (део) је бивше насељено место у општини Раковица, Карловачка жупанија, Република Хрватска.

## Историја
До територијалне реорганизације у Хрватској налазило се у саставу бивше велике општине Слуњ. Други део места под називом Језеро I (део) се до територијалне реорганизације у Хрватској налазио у саставу бивше велике општине Огулин. На попису 2001. године насељено место Језеро II (део) припојено је насељеном месту Горња Мочила.

## Становништво

### Број становника по пописима
| година пописа  | 2001. | 1991. | 1981. | 1971. | 1961. | 1953. | 1948. | 1931. | 1921. | 1910. | 1900. | 1890. | 1880. | 1869. | 1857. |
| бр. становника | %     | 0     | 0     | 2     | 8     | 13    | 15    | 63    | 59    | 87    | 80    | 30    | %     | %     | %     |

- напомене:

До 1953. исказивано под именом Језеро. од 1961. исказује се под именом Језеро II (део). Од 1857. до 1880. подаци су садржани у насељу Језеро I (део) у општини Плашки. Од 1981. без становника. У 2001. подручје насеља припојено насељу Горња Мочила. Види напомену под Горња Мочила.

### Национални састав
| Језеро II (део)    |       |       |          |          |
| година пописа      | 1991. | 1981. | 1971.    | 1961.    |
| Срби               | 0     | 0     | 2 (100%) | 8 (100%) |
| Хрвати             | 0     | 0     | 0        | 0        |
| Југословени        | 0     | 0     | 0        | 0        |
| остали и непознато | 0     | 0     | 0        | 0        |
| укупно             | 0     | 0     | 2        | 8        |